# Igaporã
Igaporã là một đô thị thuộc bang Bahia, Brasil. Đô thị này có diện tích 789,252 km², dân số năm 2007 là 14781 người, mật độ 18,73 người/km².